# Cisterna integrada en un marge
Es coneix com a cisterna de marge a un clot artificial excavat a l'interior d'un marge per emmagatzemar-hi l'aigua que es recull, per filtració, de petits albellons o de llisars. S'emplea per a la captació d'aigua per al consum humà. Sol estar integrat en el paredat d'un marge de conreu situat a una petita propietat dedicada a l'olivar. La seva planta és el·líptica, de 3m d'eix major.
Es fa amb pedra calcària, pedra brescada. El paredat és de pedra lleugerament adobada i de juntes poc closes. A l'interior, el dipòsit d'aigua està excavat a la roca i recobert amb ciment mallorquí per evitar la pèrdua d'aigua.